# بوعبد الله
بوعبد الله هي إحدى قرى ولاية قبلي، وهي مقر عمادة تابعة إلى معتمدية سوق الأحد. وهي إحدى القرى الثلاث إلى جانب المنشية والقليعة التي تشكل مجتمعة قوام مدينة سوق الأحد ويتكون سكانها من العرب وبربر الأفارقة